# Dayton (Montana)
Dayton – jednostka osadnicza w Stanach Zjednoczonych, w stanie Montana, w hrabstwie Lake.